# Barabinsk
Barabinsk è una cittadina russa siberiana, situata nell'oblast' di Novosibirsk, al centro della zona steppica che da lei prende il nome; è una fermata della Transiberiana.

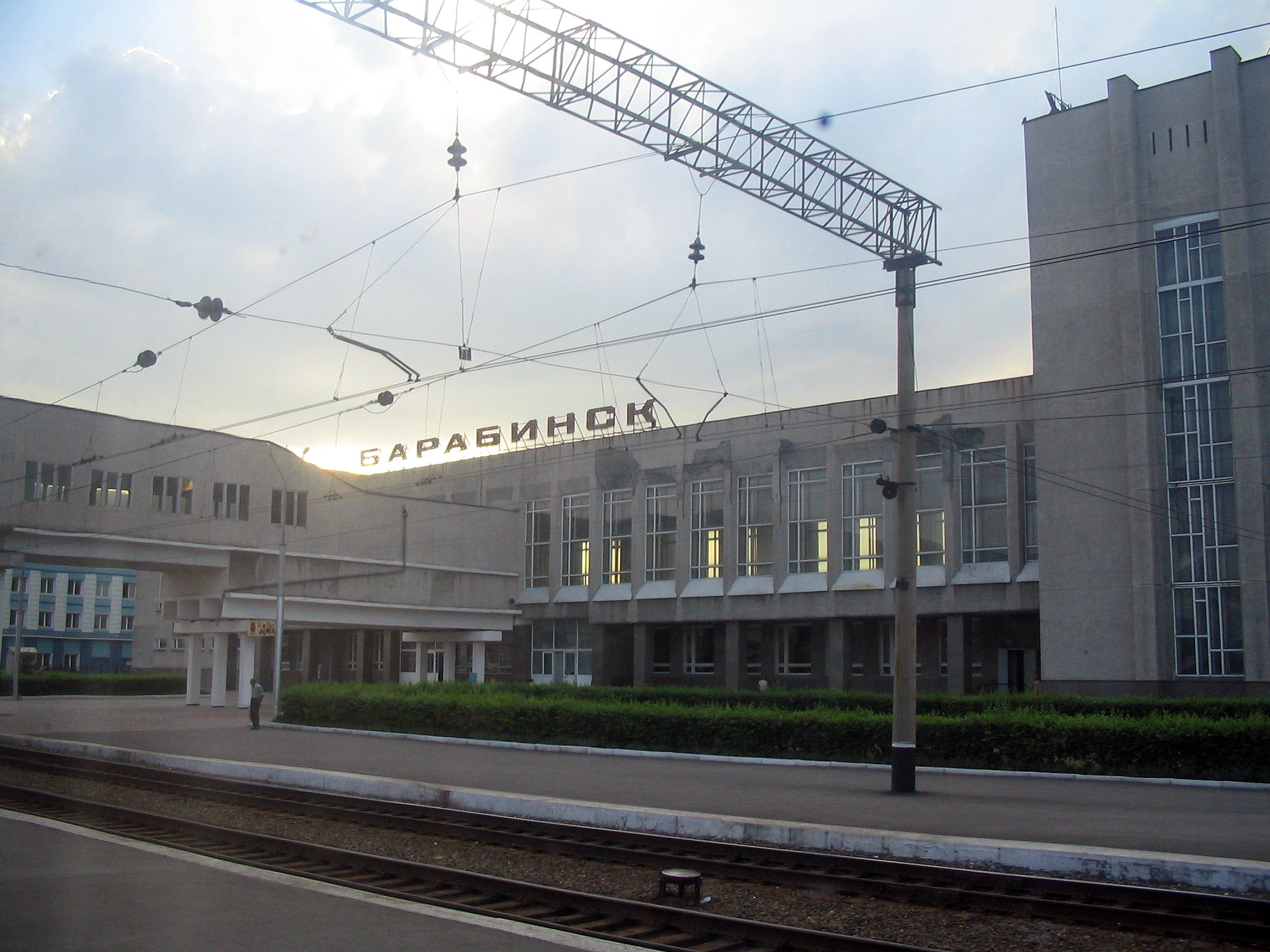
La stazione ferroviaria di Barabinsk.